# Phthonoloba viridifasciata
Phthonoloba viridifasciata är en fjärilsart som beskrevs av Inoue 1963. Phthonoloba viridifasciata ingår i släktet Phthonoloba och familjen mätare. Inga underarter finns listade i Catalogue of Life.